# Nino Manfredi
Saturnino "Nino" Manfredi (Castro dei Volsci, 22 de março de 1921 — Roma, 4 de junho de 2004) foi um ator italiano muito proeminente no gênero da commedia all'italiana.
Nascido na província de Frosinone, Lácio, ele estudou Direito antes de atuar no teatro juntamente a Vittorio Gassman e Tino Buazzelli, especialmente em papéis dramáticos. Em 1949 ele atuou no Piccolo Teatro di Milano sob a direção de Giorgio Strehler, em tragédias como Romeu e Julieta e The Storm. 
Manfredi fez sua estreia no cinema em 1949 e mais tarde também trabalhou como diretor. Também compôs canções para a trilha sonora de um de seus filmes. Ele atuou em filmes e na televisão por muitos anos, até pouco antes de sua morte, aos 83 anos, em 2004.

## Filmografia

### Cinema
- Monastero di Santa Chiara (1949)
- Torna a Napoli (1949)
- Anema e core (film) (1951)
- Viva il cinema! (1952)
- La prigioniera della torre di fuoco (1952)
- Ho scelto l'amore (1952)
- La domenica della buona gente (1953)
- Ridere, ridere, ridere (episódio "Al Night Club Bar Zellette", 1954)
- Gli innamorati (1955)
- Prigionieri del male (1955)
- Non scherzare con le donne (1955)
- Lo scapolo (1955)
- Guardia, guardia scelta, brigadiere e maresciallo (1956)
- Totò, Peppino e la... malafemmina (1956)
- Tempo di villeggiatura (1956)
- Susanna tutta panna (1957)
- Camping (1957)
- Femmine tre volte, (1957)
- Guardia, ladro e cameriera (1958)
- Caporale di giornata (1958)
- Adorabili e bugiarde (1958)
- Pezzo, capopezzo e capitano (1958)
- Carmela è una bambola (1958)
- Venezia, la luna e tu	(1958)
- I ragazzi dei Parioli (1959)
- Audace colpo dei soliti ignoti (1959)
- L'impiegato (1960)
- Le pillole di Ercole (1960)
- Crimen) (1960)
- The Last Judgement) 	(1961)
- A cavallo della tigre (1961)
- Il carabiniere a cavallo 	(1961)
- Anni ruggenti (1962)
- I motorizzati (1962)
- L'amore difficile (episode "L'avventura di un soldato", 1962)
- La parmigiana (1962)
- El Verdugo (1963)
- I cuori infranti (episódio "E vissero felici...", 1963)
- Alta infedeltà (episódio "Scandaloso", 1963)
- Le bambole (episódio "La telefonata" 1964)
- Controsesso (episódios "Cocaina di domenica" e "Una donna d'affari", 1964)
- Questa volta parliamo di uomini (1964)
- Il Gaucho (1964)
- Io, io, io... e gli altri (1965)
- Made in Italy (1965)
- Thrilling (episódio "Il vittimista", 1965)
- I complessi (episódio "Una giornata decisiva", 1965)
- Io la conoscevo bene (1965)
- Straziami ma di baci saziami (1966)
- Una rosa per tutti (1966)
- Operazione San Gennaro (1966)
- Adulterio all'italiana (1966)
- Italian secret service (1967)
- Il padre di famiglia (1967)
- Riusciranno i nostri eroi a ritrovare l'amico misteriosamente scomparso in Africa?	(1968)
- Nell'anno del Signore (1969)
- Vedo nudo (1969)
- Rosolino Paternò soldato (1970)
- Contestazione generale (episódio "Concerto a tre pifferi", 1970)
- Per grazia ricevuta (1971)
- La Betia ovvero in amore per ogni gaudenzia ci vuole sofferenza 	(1971)
- Roma bene 	(1971)
- Trastevere	(1971)
- Le avventure di Pinocchio (1972)
- Girolimoni, il mostro di Roma (1972)
- Lo chiameremo Andrea	(1973)
- Pane e cioccolata (1974)
- C'eravamo tanto amati	(1974)
- Attenti al buffone (1975)
- Brutti, sporchi e cattivi	(1975)
- Basta che non si sappia in giro...! (episódios "Il superiore" e "L'equivoco", 1976)
- Quelle strane occasioni ("Il cavalluccio svedese" 1976)
- Signore e signori, buonanotte (episódio "Il Santo Soglio", 1976)
- In nome del Papa Re (1977)
- La mazzetta (1978)
- Cocco mio (Gros calin, 1979)
- Il giocattolo (1979)
- Café Express (1980)
- Nudo di donna (1981)
- Spaghetti House (1982)
- Testa o croce (episódio "Il figlio del beduino", 1982)
- Questo e quello (1983)
- Grandi magazzini (1986)
- Il tenente dei carabinieri (1986)
- Secondo Ponzio Pilato	(1987)
- I picari	(1987)
- Helsinki-Napoli all night long Mika Kaurismaki (1988)
- In viaggio con Alberto (Alberto Express), Albert Joffé (1990)
- In nome del popolo sovrano (1991)
- Mima (1991)
- L'olandese volante (Der flegende Hollander, 1995)
- Colpo di luna (1995)
- Grazie di tutto	(1998)
- La carbonara	(1999)
- Una milanese a Roma (2001)
- Apri gli occhi e... sogna 	(2002)
- La luz prodigiosa (2003)

### Televisão
- La vita di Gesù (1975)
- Julianus barát (1991)
- Un commissario a Roma (1992)
- Linda e il brigadiere (1997)
- Linda e il brigadiere 2 (1998)
- Dio ci ha creato gratis (1998)
- Linda, il brigadiere e... (1999)
- Meglio tardi che mai (1999)
- Una storia qualunque (2000)
- Un difetto di famiglia (2002)
- Chiaroscuro (2003)
- La notte di Pasquino (2003)
- Un posto tranquillo (2003)

### Diretor
- L'amore difficile (episódio "L'avventura di un soldato", 1962)
- Between Miracles (Per grazia ricevuta, 1970)
- Nudo di donna (1981)